# Cappella del Begijnhof
La Cappella del Begijnhof è una cappella cattolica che si trova ad Amsterdam all'interno del Begijnhof.
La cappella è dedicata a San Giovanni e Sant'Orsola ed è gestita dalla Congregazione del Santissimo Sacramento. La processione che annualmente commemora il miracolo di Amsterdam parte da questa chiesa.

## Storia

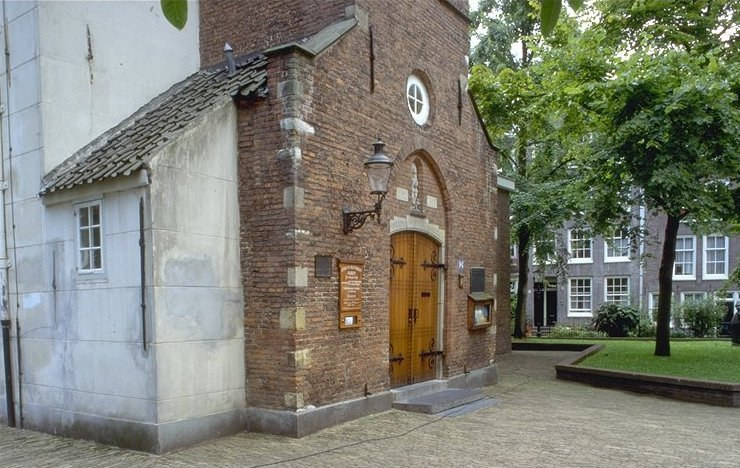
Porta della cappella originale (attuale ingresso della Chiesa riformata inglese)

Intorno al 1150 un gruppo di donne si riunì a vivere in una comunità religiosa per prendersi cura dei malati, diventando le prime beghine anche se il termine non era ancora stato usato. Le donne non erano suore ma donne non sposate che avevano fatto voto di castità e avevano promesso obbedienza al parroco ma, poiché non avevano fatto voto di povertà, potevano disporre dei propri beni come desideravano. Potevano inoltre rinunciare ai loro voti in qualsiasi momento e lasciare il beghinaggio, ad esempio, per sposarsi.
Già nel 1397 le beghine avevano una piccola cappella dedicata alla Beata Vergine Maria. Il 17 ottobre 1419, dopo l'ampliamento del beghinaggio, venne consacrata solennemente una nuova cappella dedicata alla Beata Vergine Maria, a San Giovanni Evangelista e all'apostolo Matteo.
La chiesa venne gravemente danneggiata durante i due grandi incendi del 23 aprile 1421 e 25 maggio 1452.

### L'Alteratie
Fino al 1578 Amsterdam era quasi completamente cattolica, con due grandi chiese parrocchiali, sei cappelle e molti monasteri e conventi e ogni anno il culto del Sacramento del Miracolo attirava migliaia di pellegrini in città per la processione dello Stille Omgang. Ad Amsterdam i riformatori protestanti erano particolarmente contrari all'idolatria dell'ostia e, dopo che gli orangisti calvinisti prevalsero, i protestanti presero il potere e vietarono ai cattolici la libera professione di fede, confiscando tutte le chiese, i monasteri e i conventi. Anche le beghine dovettero consegnare la chiesa che venne data agli inglesi e che prese il nome di Chiesa riformata inglese.

### La chiesa nascosta
Dopo che le beghine furono costrette a cedere la loro chiesa, continuarono a pregare nella sagrestia e in seguito nelle casette del hofje finché nel 1665, a seguito dell'unione di due case dell'hofje, iniziò la costruzione della chiesa attuale. Il consiglio protestante della città di Amsterdam approvò la costruzione a condizione che l'edificio non sembrasse una chiesa dall'esterno. La cappella interna fu progettata dall'architetto cattolico di Amsterdam, Philips Vingboons, e venne dedicata a San Giovanni Evangelista e Sant'Orsola.

## Descrizione
Nella sua forma attuale la cappella ha una galleria con una sezione sinistra e una destra, appoggiata su sei colonne di legno. Sull'altare principale c'è un dipinto raffigurante il Miracolo di Amsterdam, mentre nei due altari laterali ci sono dipinti di Claes Corneliszoon Moeyaert.
L'odierna facciata con le sue finestre ogive in stile gotico risale al XIX secolo.